# Служевец (ипподром)
Ипподром Служевец (пол. Tor wyścigów konnych Służewiec) — главный польский ипподром, находящийся в 20 километрах от центра Варшавы. Расположен в районе Урсынов по адресу улица Пулавска, 266.

## История
Ипподром был открыт 3 июня 1939 года. После Второй мировой войны объект был на время заброшен. В 1950 году государственное предприятие Państwowe Tory Wyścigów Konnych отреставрировало ипподром, и на нём снова стали проводиться скачки. В 1987 году на ипподроме состоялся 15-й чемпионат мира по бегу по пересечённой местности.
Предприятие Państwowe Tory Wyścigów Konnych управляло объектом до 2004 года. Сейчас ипподромом владеет организация Totalizator Sportowy.

## Галерея

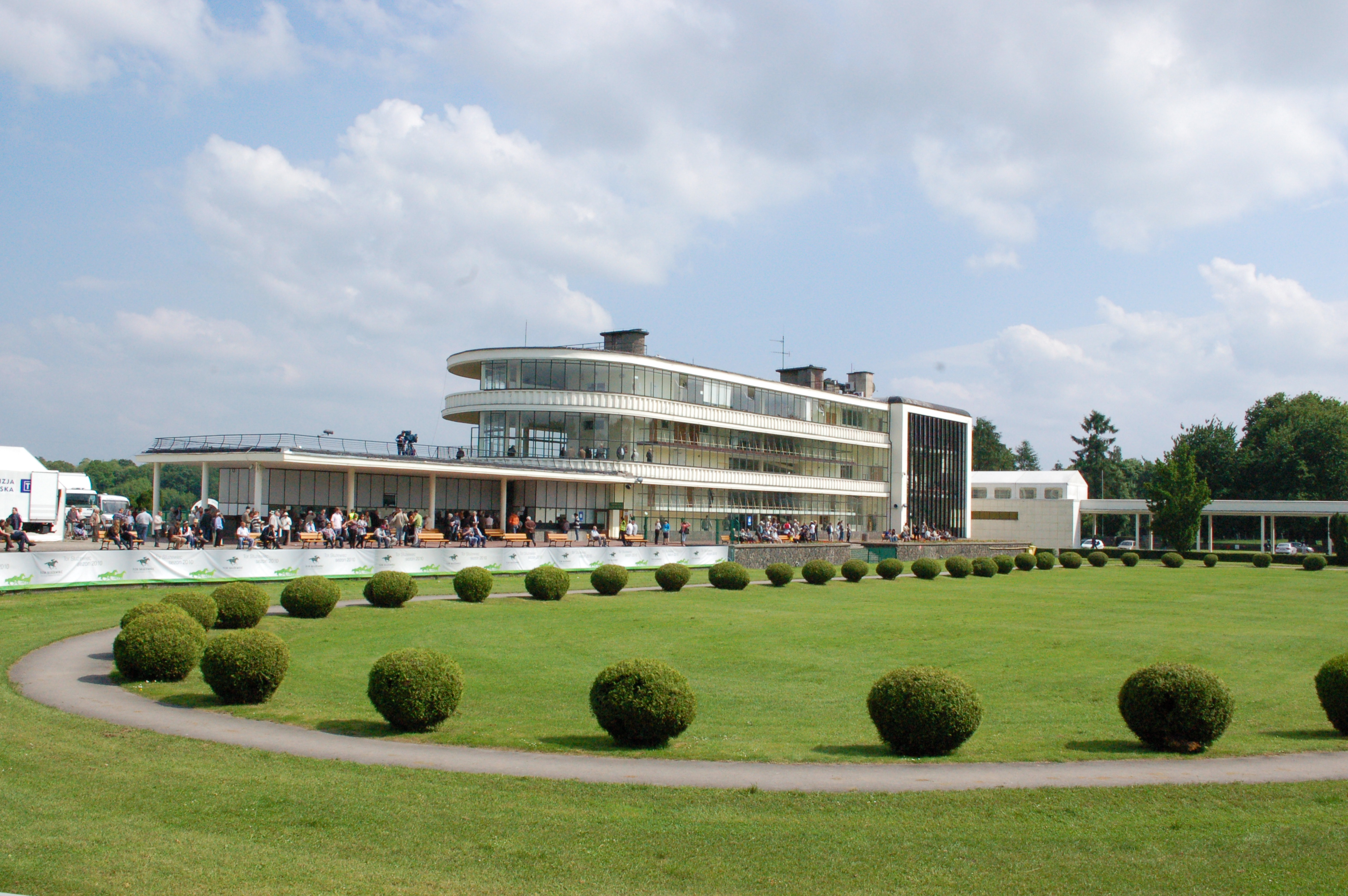
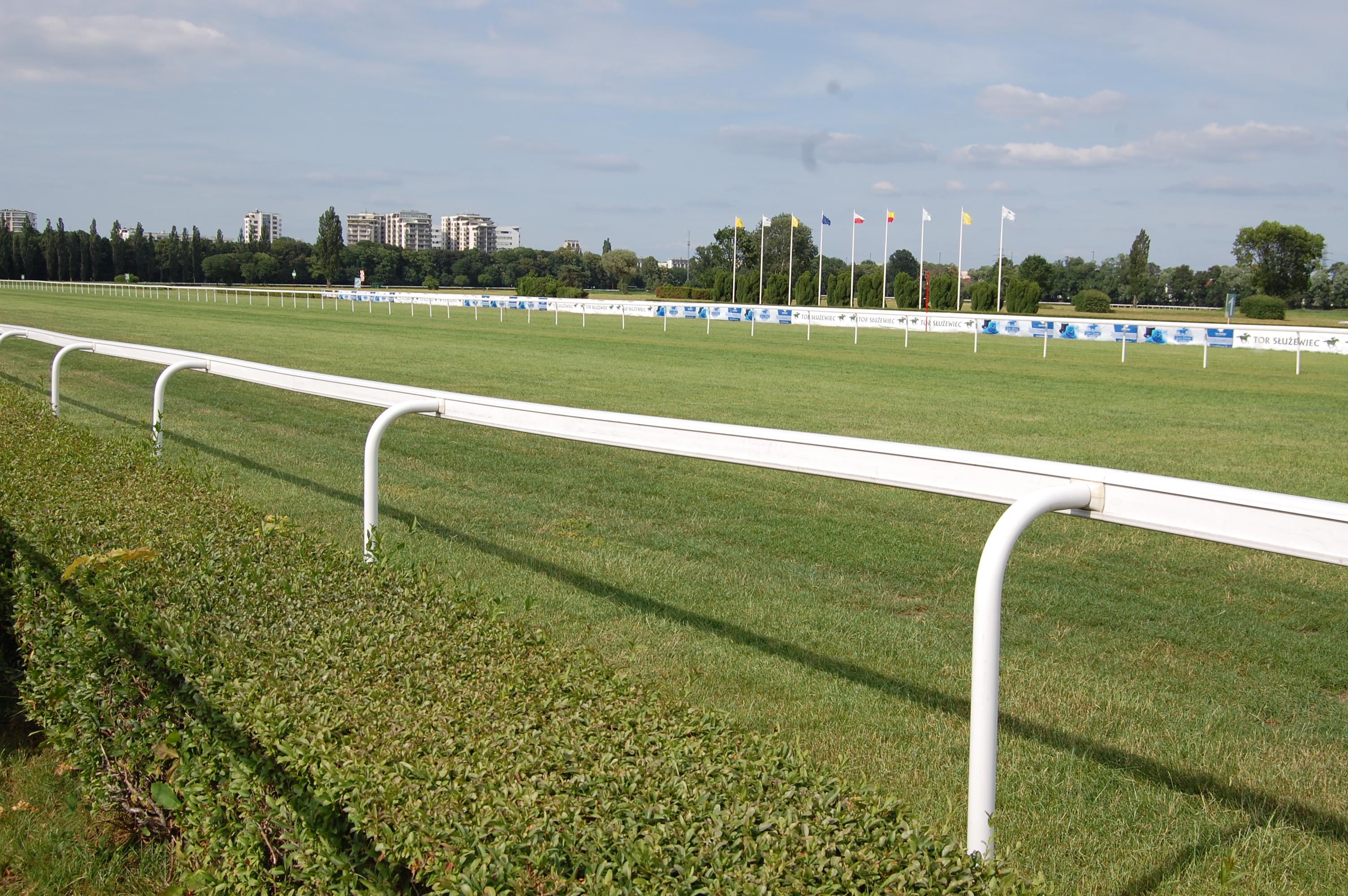
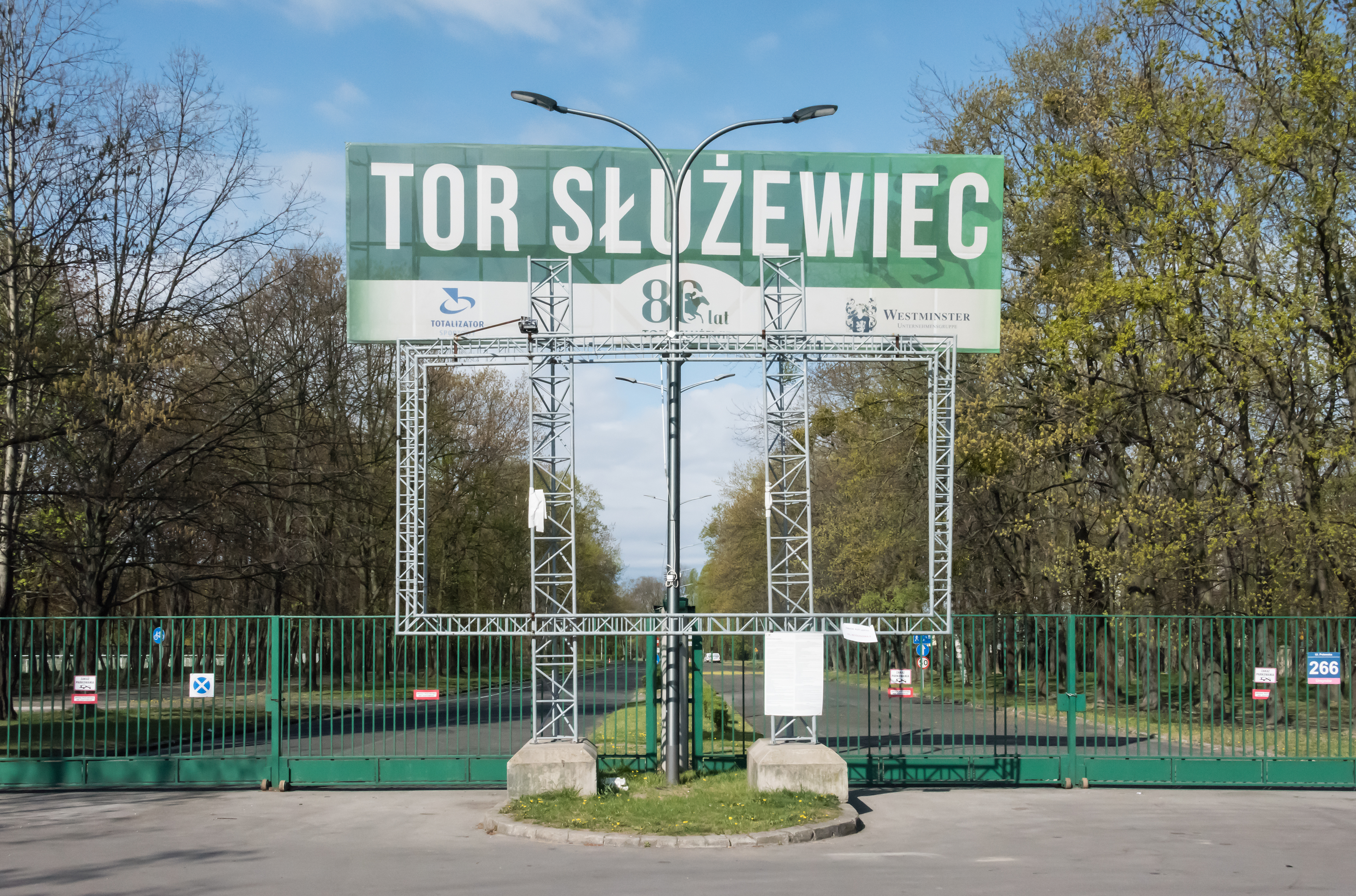